# Związek Słowiański (partia)
Związek Słowiański (ZS) – polska partia polityczna zarejestrowana 3 sierpnia 2006 (wywodząca się ze stowarzyszenia zwykłego o tej samej nazwie, założonego 6 lipca 2004). Jej przewodniczącym był do 2018 Włodzimierz Rynkowski, ponownie został nim w 2022. Od 2018 do 2019 partii przewodził Zbigniew Adamczyk, a w latach 2019–2022 Karol Weiher.

## Historia

### 2004–2006
6 lipca 2004 powstało stowarzyszenie zwykłe o nazwie Związek Słowiański. 17 sierpnia 2005 przed gmachem Ministerstwa Spraw Zagranicznych stowarzyszenie zorganizowało pikietę poparcia dla władz Białorusi. 3 sierpnia 2006 zarejestrowano partię polityczną ZS.
Partia brała udział w wyborach samorządowych, wystawiając listę do rady gminy Olszewo-Borki – 9,13% (68) głosów – oraz do rady miejskiej Wrocławia – 0,08% (21) głosów.

### 2007
24 lutego 2007 w Warszawie odbył się I Ogólnopolski Zjazd Związku Słowiańskiego. Uczestniczyło w nim 70 osób, w tym przedstawiciel ambasady Ukrainy w Polsce. Partia wzięła udział w licznych pikietach pod Sejmem przeciwko planom rozmieszczenia w Polsce amerykańskiej tarczy antyrakietowej.
Partia uczestniczyła w wyborach przedterminowych do sejmiku województwa podlaskiego i nie zdobyła żadnego mandatu. Zamierzała startować w wyborach parlamentarnych, jednak nie zarejestrowała żadnego kandydata. W lipcu tego samego roku angażowała się w organizację 600-lecia bitwy pod Grunwaldem.

### 2008–2009
W dniach od 23 lutego do 1 marca 2008 partia protestowała wraz z ambasadą Serbii przeciwko uznaniu Kosowa. 25 marca pod ambasadą USA partia obchodziła 9. rocznicę nalotów NATO na Jugosławię. 1 kwietnia i 23 kwietnia partia organizowała pikiety przeciwko ratyfikacji traktatu lizbońskiego. Po agresji Rosji na Gruzję, 22 sierpnia 2008 pod ambasadą Rosji w Polsce ZS zorganizował manifestację i koncert pod hasłem Solidarni z Rosją.
W wyborach do Parlamentu Europejskiego w 2009 pomimo rejestracji komitetu partia nie wystawiła żadnej listy (z jej ramienia miał startować wówczas Krzysztof Kononowicz).

### 2010
W wyborach prezydenckich w 2010 wystawiła kandydaturę Krzysztofa Mazurskiego, który nie zebrał 100 000 podpisów i nie został zarejestrowany.
17 czerwca partia protestowała pod Sejmem przeciwko wyprzedaży polskiego gazu.
W wyborach samorządowych Związek Słowiański wystawił we wszystkich okręgach kandydatów do sejmiku województwa mazowieckiego. Jego lista uzyskała 0,31% (5707) głosów. Ponadto partia zdobyła dwa mandaty w radach gmin.

### 2011
5 marca w hotelu U Witaszka w Czosnowie odbył się II Ogólnopolski Zjazd ZS, w którym uczestniczyło 45 uczestników, w tym przedstawiciel białoruskiej ambasady i przewodnicząca Postępowej Socjalistycznej Partii Ukrainy Natalija Witrenko.
W wyborach do Senatu Związek Słowiański zarejestrował w okręgu Sosnowiec-Jaworzno swoją kandydatkę Anitę Walotek, która uzyskała 2,35% (2977) głosów, zajmując ostatnie, 6. miejsce.
19 października odbyła się manifestacja pod Ambasadą Litwy w obronie praw Polaków na Wileńszczyźnie, natomiast 11 listopada działacze ZS wzięli udział w Marszu Niepodległości.
23 listopada odbył się III Ogólnopolski Zjazd Związku Słowiańskiego w Czosnowie z udziałem 65 uczestników, w tym 13 gości zagranicznych.

### 2012–2014
Wraz z organizacjami kresowymi i narodowymi, Prawem i Sprawiedliwością oraz Prawicą Rzeczypospolitej 11 marca 2012 partia manifestowała pod ambasadą litewską przeciwko dyskryminacji tamtejszych Polaków. Podobny wiec odbył się 6 dni później w Wilnie – z okazji rocznicy nowelizacji ustawy o oświacie, która miałaby zlikwidować polskie szkolnictwo na Wileńszczyźnie, zorganizowano przemarsz od gmachu Sejmu Republiki Litewskiej do siedziby rządu Litwy. W manifestacji udział wzięło 10 tysięcy osób, wśród nich m.in. przedstawiciele mniejszości rosyjskiej i białoruskiej, czy przewodniczący AWPL Waldemar Tomaszewski.
Partia protestowała także pod siedzibą Ministerstwa Edukacji Narodowej 10 maja 2012 przeciwko ograniczaniu nauki historii w szkołach.
15 lipca 2012 delegacja partii z Warszawy uczestniczyła w dniach Bacik koło Siemiatycz na Podlasiu, gdzie również odbył się koncert licznych zespołów ludowych z Białorusi i Podlasia.
9 maja 2014 pod rosyjską ambasadą Związek zorganizował pikietę poparcia dla działań wojennych Rosji w Ukrainie. Wśród haseł na transparentach znajdowały się takie napisy jak Zero poparcia dla banderowców, Wołyń – pamiętamy czy Jarosław, przeproś za Banderę.

### 2014–2015
W wyborach do Parlamentu Europejskiego partii ponownie nie udało się wystawić żadnej listy, pomimo rejestracji komitetu.
W wyborach samorządowych ZS wystawił we wszystkich okręgach listy do sejmiku mazowieckiego, otrzymując 0,37% (6621) głosów. Ponadto partia zdobyła osiem mandatów w radach gmin.
W wyborach prezydenckich w 2015 zgłoszono komitet Zdzisława Jankowskiego, jednak nie uzyskał on wystarczającej liczby podpisów.
W wyborach parlamentarnych w tym samym roku Związek Słowiański wystawił kandydata do Senatu, Zbigniewa Adamczyka w okręgu grudziądzkim. Uzyskał on 8,96% (9562) głosów, zajmując ostatnie, 4. miejsce.

### 2016–2018
17 grudnia 2016 odbył się IV Ogólnopolski Zjazd Związku Słowiańskiego.
W wyborach samorządowych partia zarejestrowała własny komitet, wystawiając listy w połowie okręgów do sejmiku województwa kujawsko-pomorskiego. Uzyskała 0,42% głosów (3286) w skali województwa.
10 listopada przewodniczącym partii został Zbigniew Adamczyk.

### 2019–2022
W wyborach parlamentarnych w okręgu nr 12 partia ponownie wystawiła do Senatu Zbigniewa Adamczyka. Wiceprzewodniczący ZS Zdzisław Jankowski otworzył natomiast konińską listę Akcji Zawiedzionych Emerytów Rencistów do Sejmu (otrzymał 679 głosów). Zbigniew Adamczyk w senackim okręgu uzyskał 6,32% (8469) głosów, zajmując przedostatnie, 4. miejsce.
21 grudnia 2019 odbył się V Ogólnopolski Zjazd Związku Słowiańskiego. Na przewodniczącego partii został wybrany Karol Weiher.
Zbigniew Adamczyk zgłosił się jako kandydat w wyborach prezydenckich w 2020, jednak nie zebrał wymaganej liczby podpisów, a po nieodbyciu się głosowania nie zarejestrował komitetu w powtórzonych wyborach.
10 października 2022 partia protestowała pod siedzibą PGNiG w Warszawie w obronie polskich złóż. 11 grudnia tego samego roku odbył się VI Ogólnopolski Zjazd ZS. Na funkcję przewodniczącego partii powrócił Włodzimierz Rynkowski.

### Od 2023
Partia zgłosiła swój komitet również przed wyborami parlamentarnymi w 2023, z ramienia którego jej działacze zapowiedzieli start do Senatu. Do Sejmu porozumieli się zaś w sprawie startu z list Ruchu Społecznego Agrounia Tak, a kandydatom ZS przydzielono 7. miejsca na listach ruchu. Ostatecznie jednak do wspólnego startu nie doszło (Agrounia wystartowała z list Koalicji Obywatelskiej). Związek Słowiański wystawił samodzielnie dwóch kandydatów do Senatu: Stanisława Tymińskiego (który wstąpił do ugrupowania) w okręgu bytomsko-zabrzańskim oraz ponownie byłego przewodniczącego tej partii Zbigniewa Adamczyka w okręgu grudziądzkim. Zbigniew Adamczyk otrzymał 7750 głosów (4,78%), a Stanisław Tymiński 18 052 głosy (12,71%). Obaj zajęli ostatnie miejsca w okręgach (odpowiednio 4. i 3.).
W wyborach samorządowych w 2024 partia wystawiła we wszystkich okręgach listy do sejmiku mazowieckiego, otrzymując 0,51% (11 565) głosów (był to 9. wynik spośród 12 komitetów). Ponadto ugrupowanie wystawiło w jednym okręgu listę do rady Gdańska. W wyborach do Parlamentu Europejskiego partia powołała komitet, jednak nie wystawiła list.
W wyborach prezydenckich w 2025 zgłoszono komitet Włodzimierza Rynkowskiego, jednak nie uzyskał on wystarczającej liczby podpisów. ZS poparł następnie Marka Wocha, kandydata Bezpartyjnych Samorządowców.

## Program
Według deklaracji, Związek Słowiański „broni praw i interesów Narodu Polskiego oraz dba o zachowanie jego słowiańskiej tożsamości. Cele swoje realizuje przez aktywne uczestnictwo w życiu politycznym, społecznym, gospodarczym i kulturalnym”.
Partia sprzeciwiała się umiejscowieniu w Polsce amerykańskiej tarczy antyrakietowej (określając ją „elementem globalnego podboju”), a sojuszników Polski upatruje głównie w krajach Europy Środkowo-Wschodniej. Jest przeciwna członkostwu Polski w NATO i Unii Europejskiej, sprzeciwiając się ratyfikacji traktatu lizbońskiego. Uznaje Kosowo za część Serbii.
Domaga się przemianowania nazwy Euroregionu Nysa na Euroregion Łużyce. Referendum w Czarnogórze nazywa „aktem dramatu Jugosławii”, również zauważa „germanizację” Śląska.
Protestowała wobec odwołania z funkcji dyrektora Polskiego Instytutu Spraw Międzynarodowych profesora Romana Kuźniara. Związek sprzeciwia się ukraińskiej polityce historycznej, zwłaszcza gloryfikacji UPA, zaś władzom Litwy zarzuca asymilację Polaków.

### Współpraca międzynarodowa
Partia współpracuje z Towarzystwem Polsko-Serbołużyckim, Socjalistyczną Partią Serbii, Postępową Socjalistyczną Partią Ukrainy, ambasadami Rosji, Białorusi, Chin, Kuby i KRLD w Polsce, a także środowiskami kresowymi i narodowymi.

## Kontrowersje
Podczas pomarańczowej rewolucji na Ukrainie w 2004, partia pogratulowała zwycięstwa Wiktorowi Janukowyczowi w wyborach prezydenckich. Podobne gratulacje Związek Słowiański składał w 2006 Aleksandrowi Łukaszence, natomiast w 2012 wysłano podanie do premiera Donalda Tuska z prośbą o zaprzestanie polityki sankcyjnej wobec Białorusi.